# Ella, Oscar & Hoo
Ella, Oscar & Hoo est une série d'animation franco-germano-canadienne en 52 épisodes de 11 minutes, adaptée des ouvrages de Théo de Marcousin et Michael Dudok de Wit Oscar et Hoo publié aux éditions Harper and Collins, diffusée le 10 mars 2018 sur Piwi+ puis sur Canal+ Family et produite par Normaal.

## Personnages
- Oscar : le petit garçon avec des cheveux roux.
- Hoo : le nuage et l'ami d'Oscar.
- Ella : la voisine d'Oscar, la petite fille avec une robe rouge.

## Distribution (voix)
- Dorothée Pousséo : Ella
- Lucille Boudonnat : Oscar